# Solvind

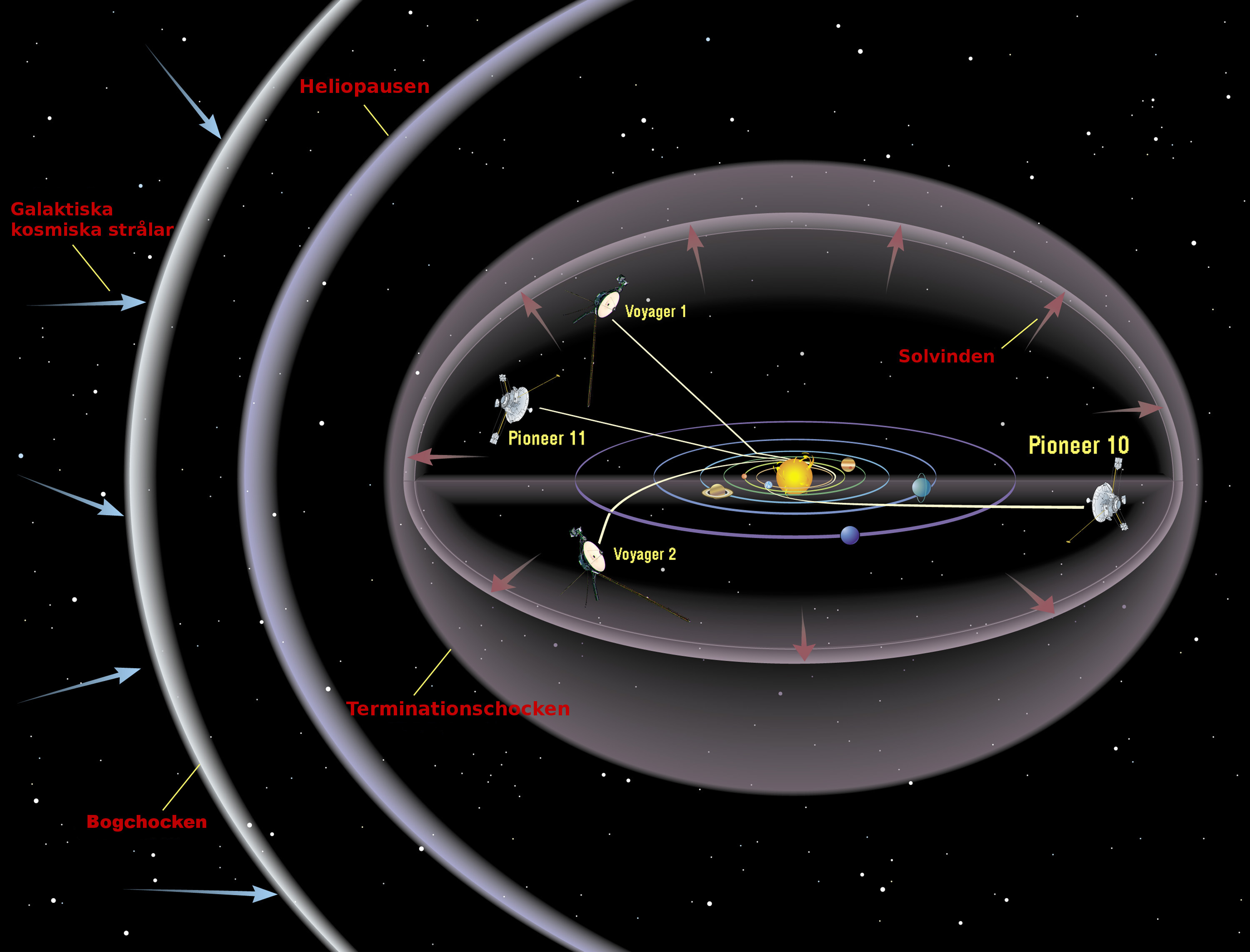
Heliosfärens huvuddrag. Heliopausen (eng.: heliopause) är gränsen mot det interstellära mediet, med en bogchock (eng.: bow shock) framför. Innanför ligger en annan chockfront, termineringschocken (eng.: termination shock) där solvinden saktas ned till subsonisk strömning. Planetsystemet ryms inne i heliosfären. På bilden visas också de fyra rymdsonder som nått längst ut, Pioneer 10 och 11 samt Voyager 1 och Voyager 2

Solvinden är en plasmavind (alltså ett flöde av laddade partiklar, främst elektroner och protoner) som ständigt skickas ut från solen, rakt genom solsystemet. Solvinden fyller alltså rymden i solsystemet och utgör därför en huvudbeståndsdel i det interplanetära mediet. Även andra stjärnor har liknande utflöden, i vissa fall tusentals gånger starkare, och stjärnvind är den allmänna benämningen. Det område som domineras av solvinden kallas heliosfären, vilken avgränsas utåt av heliopausen.

## Allmän beskrivning

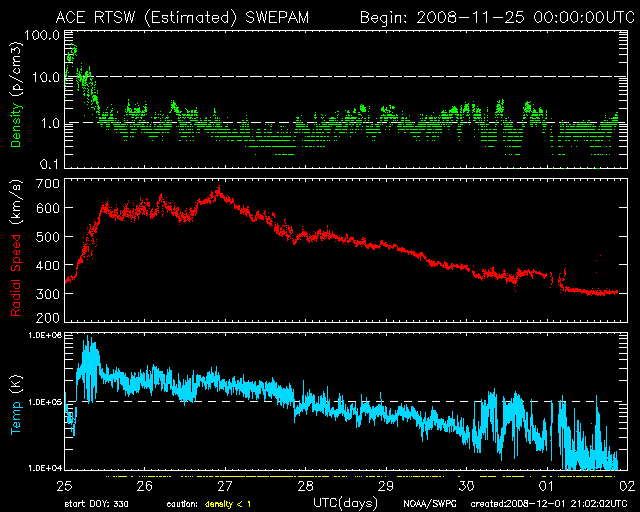
En veckas solvindsmätningar (25 november - 1 december 2008) från NASAs rymdsond Advanced Composition Explorer (ACE) visar på solvindens stora variationer. Överst: solvindens täthet, mätt i antal protoner per kubikcentimeter, varierar med omkring en faktor 100. Mitten: solvindens hastighet, mätt i kilometer per sekund, varierar ungefär med en faktor 2. Nederst: temperaturen hos protongasen, mätt i kelvin, ändras med omkring en faktor 10.

Solvinden består av plasma (mest elektroner och protoner samt mindre mängder tyngre partiklar). Med jordiska mått mätt är solvinden ett nästan perfekt vakuum, med mycket lägre materietäthet än i något jordiskt laboratorium: i en milliliter finns typiskt ungefär 5 elektroner och lika många joner. Hastigheten är typiskt omkring 350 km/s. Solvinden drar med sig solens magnetfält och ger därmed upphov till det interplanetära magnetfältet, med typisk styrka på några nanotesla. Dessa värden, som gäller i närheten av jordbanan, varierar dock mycket. Särskilt tätheten är ofta 10 gånger högre eller lägre än normalvärdet. Störningar i solvinden uppträder speciellt vid stora solutbrott, framför allt vid koronamassutkastningar och flarer.

## Massförlust för solen
Eftersom solvinden blåser ut i alla riktningar orsakar den trots sin låga täthet ändå en avsevärd massförlust: solen förlorar ungefär en miljon ton per sekund på grund av solvinden. Detta kan jämföras med de ungefär 5 miljoner ton per sekund som förloras genom fusionsreaktioner inne i solens centrum.

## Magnetosfärer och rymdväder
Genom växelverkan med jordens magnetfält ger solvinden upphov till jordens magnetosfär, och magnetosfärer bildas även runt andra magnetiserade planeter. En synlig effekt av solvinden är polarskenet (norr- och sydsken), som får sin energi från solvinden. En störning i solvinden kan ge upphov till en geomagnetisk storm när den träffar magnetosfären, vilket i sin tur bland annat kan orsaka störningar på satelliter, problem i transformatorer och kraftledningsnät samt ökade strålningsnivåer för astronauter och flygbesättningar. Solvinden i sig utgör dock inget problem för interplanetära rymdfarkoster, som ju vistas hela tiden i solvinden, men dess variationer är alltså den viktigaste bestämmande faktorn för rymdvädret runt jorden.

## Kometsvansar

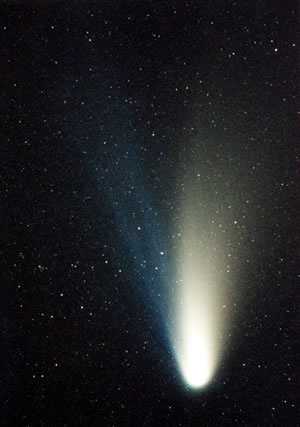
Komet Hale-Bopp visar i denna bild från 1997 upp sina två svansar. Den gulvita stoftsvansen pekar rakt uppåt i bilden. Till vänster om denna syns den svagare och blåaktiga plasmasvansen. Att kometer har två svansar var en av de första indikationerna på att solvinden finns.

Ett annat synligt tecken på solvinden, som i sig är helt osynlig, är att kometer ofta uppvisar två svansar. Den ena av dessa, benämnd stoftsvansen eller neutralsvansen, består av oladdade partiklar som knappt alls påverkas av solvinden. Den andra svansen, som oftast är svagare, benämns jonsvans eller plasmasvans. Den består alltså av laddade partiklar som snabbt accelereras av solvinden, och får därför annan utsträckning än neutralsvansen. På 1950-talet insågs (genom arbeten av bland andra Ludwig Biermann, Eugene Parker och Hannes Alfvén) att kometernas två svansar kunde förklaras om en plasmavind ständigt blåste från solen.

## Supersoniskt flöde
Solvindens hastighet (relativt planeter, kometer och andra hinder i dess väg) är större än hastigheten för de lågfrekventa vågor som kan utbreda sig i solvinden (jonakustiska vågor, som är motsvarigheten till vanliga ljudvågor, och Alfvénvågor). Man säger därför att solvindsflödet är supersoniskt och superalfvéniskt. En följd av detta är att en bogchock bildas framför magnetosfärer och andra större hinder: se rymdfysik.

## Heliopausen och heliosfären
Solvinden möter det interstellära mediet, alltså rymdplasmat mellan stjärnorna, vid en gräns som kallas heliopausen. Innanför och utanför heliopausen bildas chockfronter eftersom solvinden och det interstellära mediet flödar supersoniskt relativt varandra. Området innanför heliopausen, alltså hela det område i vilket solvinden flödar ostört och supersoniskt, kallas heliosfären. Vårt planetsystem befinner sig inne i heliosfären. 
Heliopausen har nu observerats direkt, då rymdsonden Voyager 1 korsade den i augusti 2012, på ett avstånd av 121 AU (18 miljarder km).
Voyager 1 korsade den inre chocken i november 2003 på avståndet 94 AU och Voyager 2 följde efter i slutet av augusti 2007.
Heliosfären och dess avslutande chockfronter är en sorts tredimensionell motsvarighet till den tvådimensionella chockvåg man enkelt kan iaktta i köksvasken: se chockvåg. Den detaljerade fysiken är dock annorlunda, eftersom rymdplasmat till skillnad från vattnet är kollisionsfritt.

## Mätningar av solvinden
Magnetosfären böjer av solvinden så att den inte når jorden, och den kan därför inte mätas direkt från jorden. De första mätningarna av solvinden gjordes av den sovjetiska rymdsonden Luna 1 år 1959. Sedan dess har många satelliter och rymdsonder undersökt solvinden. De amerikanska satelliterna Advanced Composition Explorer och Deep Space Climate Observatory, båda placerade i första Lagrangepunkten (L1), är de nu (2017) viktigaste solvindsobservatorierna. Deras mätningar finns tillgängliga på internet med bara några timmars fördröjning och används bland annat för rymdväderprognoser.